# 마셜 제도 축구 국가대표팀
마셜 제도 축구 국가대표팀은 마셜 제도를 대표하는 국가대표팀으로 마셜 제도 축구 협회의 관할하에 있다. 1991년 9월 12일 피지와의 국제 경기 데뷔전에서 1-7로 대패했다. 이는 마셜 제도의 국제 경기 최다 점수차 패배 기록이기도 하다. FIFA나 OFC 어디에도 속해 있지 않기 때문에 FIFA 월드컵이나 OFC 네이션스컵에 참가할 수 없다.